# Blue Eyes Blue
Blue Eyes Blue ist ein Soulsong, der von Diane Warren geschrieben wurde. Die Aufnahme des britischen Rockmusikers Eric Clapton popularisierte das Lied und erschien auf dem Soundtrack-Album zum Film Die Braut, die sich nicht traut. Die Aufnahme wurde von Rob Cavallo produziert.

## Veröffentlichung, Vermarktung, Musikvideo
Am 20. Juli 1999 erschien der Titel als Stück zu dem Soundtrack The Runaway Bride – Original Soundtrack in den Vereinigten Staaten, Kanada und Mexiko auf CD. Für den Rest der Welt wurde er Soundtrack am 2. August des Jahres veröffentlicht. Am 12. Oktober 1999 erschien der Titel auf Claptons Kompilationsalbum Clapton Chronicles: The Best of Eric Clapton. Darüber hinaus erschien der Titel auf den Kompilationen Unplugged/Clapton Chronicles: The Best of Eric Clapton von 2001 und Songs of Love von 2002. Die Single-Veröffentlichung erschien weltweit im Jahr 1999.
Der japanische Fernsehsender Nippon TV verwendete den Titel für Dokumentationsfilme und Werbekampagnen. Am 10. November 1999 veröffentlichte WEA Japan (Warner-Ableger in Japan) erstmals Karaoke-Versionen der Erfolgsliedern Change the World, Tears in Heaven und Blue Eyes Blue.
Im Musikvideo zum Titel spielt und singt Clapton das Stück in einem Zimmer und im Garten einer Kirche. Diese Szenen werden mit Sequenzen aus dem Film durchsetzt.

## Chartplatzierungen
In Deutschland belegte die Single-Veröffentlichung Platz 84 der deutschen Singlecharts und verblieb 6 Wochen in der Hitparade. In Finnland erreichte die Auskopplung Platz 5 in der Suomen virallinen lista und verblieb 4 Wochen in diesen. Im Vereinigten Königreich positionierte sich der Titel auf Rang 94 in der Hitparade der Official Charts Company, in der er nur eine Woche verblieb. Das Stück erreichte Platz vier der US-amerikanischen Billboard Adult-Contemporary- und Platz 29 der Adult-Top-40-Charts im Jahr 1999. Des Weiteren belegte Blue Eyes Blue Platz 112 der Billboard Bubbling Under Hot 100 Singles Chart und Platz 65 der japanischen Single-Charts, in welchen der Titel 8 Wochen verblieb. In Kanada erreichte die Erscheinung die Plätze 2 und 30 der RPM Adult Contemporary Tracks und Top-Singles-Chart im Jahr 1999. Im neuen Jahrtausend fand sich die Auskopplung auf den Höchstpositionen 8 und 51 wieder.

## Verkaufszahlen
| Land/Region  | Auszeichnungen für Musikverkäufe (Land/Region, Auszeichnung, Verkäufe) | Verkäufe |
| ------------ | ---------------------------------------------------------------------- | -------- |
| Japan (RIAJ) | —                                                                      | 3.000 a  |
| Japan (RIAJ) | —                                                                      | 5.710    |
| Insgesamt    | —                                                                      | 24.000   |